# حوزه انتخابیه بیستم کالیفرنیا
حوزه انتخابیه بیستم کالیفرنیا یک حوزه انتخابیه مجلس نمایندگان آمریکا است که در ایالت کالیفرنیا قرار دارد.